# أوسكار سونيخي
أوسكار سونيخي ماساند (بالكتالونية: Òscar Sonejee Masand)‏ (مواليد 26 أبريل 1976 في أندورا) لاعب كرة قدم أندوري دولي يجيد اللعب في خط الوسط . يلعب حاليا لصالح نادي سانتا كولوما الأندوري منذ 2008 .

## روابط خارجية
- أوسكار سونيخي على موقع الاتحاد الدولي (مؤرشف)  (الإنجليزية)
- أوسكار سونيخي على موقع الاتحاد الأوربي (الإنجليزية)
- أوسكار سونيخي على موقع قاعدة بيانات كرة القدم.إي يو (الإنجليزية)
- أوسكار سونيخي على موقع ناشيونال فوتبول تيمز (الإنجليزية)
- أوسكار سونيخي على موقع Soccerway.com (الإنجليزية)
- أوسكار سونيخي على موقع عالم كرة القدم.نت (الإنجليزية)